# オノマトペテン師
「オノマトペテン師」（ - し）は、音声合成ソフト・初音ミク歌唱のVOCALOID楽曲。2018年2月24日、日本のボカロP・てにをはによって発表された。

## 概要
2018年2月24日にYouTubeとニコニコ動画にミュージック・ビデオが投稿された、VOCALOIDの初音ミクを使用した楽曲。2018年10月30日にコミックマーケット95で頒布された同人アルバム『てにをは文庫』に収録されている。
動画の概要欄に「ネオ落語ファンク」と記載されているとおり、旦那といぶ吉のオノマトペテン師にまつわる落語をファンク・ロック的な曲調にのせた楽曲である。当初、デモ版での題名は「オノマトペ天使」だったがいろいろあり「オノマトペテン師」になったところ落語になったという。
てにをはが手掛ける楽曲の特徴である韻を踏んだ表現の多用、言葉遊びがオノマトペをふんだんに盛り込んだ本楽曲でも見受けられる。例えば、「♭入ったファミレスで」「♯な味付け味噌らあめん」といった歌詞がある。

## 収録内容
| #         | タイトル             | 作詞・作曲・編曲 | 時間 |
| --------- | -------------------- | ---------------- | ---- |
| 1.        | 「オノマトペテン師」 | てにをは         | 4:08 |
| 合計時間: | 合計時間:            | 合計時間:        | 4:08 |

## 映像作品
ミュージック・ビデオのイラストはてにをは自身によるものである。主に白地の背景に、69代目四季亭無韻なる鳥頭の落語家が噺をしている様子を描いたイラストにより、寄席での口演の様子が表現されている。

## 楽曲提供
カバー
- 島爺 - アルバム「三途の川」（WPCL-12989）[5]
- Rain Drops（ジョー・力一） - アルバム「シナスタジア」初回限定盤B（TYCT-69169/70）[6]